# Balut (volcan)
Pour les articles homonymes, voir Balut.
Balut, ou Sanguil, est une île et un volcan philippins situés en mer des Philippines à sa limite avec la mer de Célèbes. L'île fait partie de l'archipel des Sarangani, à environ vingt kilomètres au sud de la pointe de Tinaca dans l'île de Mindanao. Elle dépend administrativement de la province du Davao occidental.
Le volcan n'a vraisemblablement pas produit d'éruption à une date historique, mais des fumerolles s'échappent à l'occasion du cratère situé à 862 mètres d'altitude, point culminant de l'archipel. La dernière éruption a probablement eu lieu à l'Holocène.

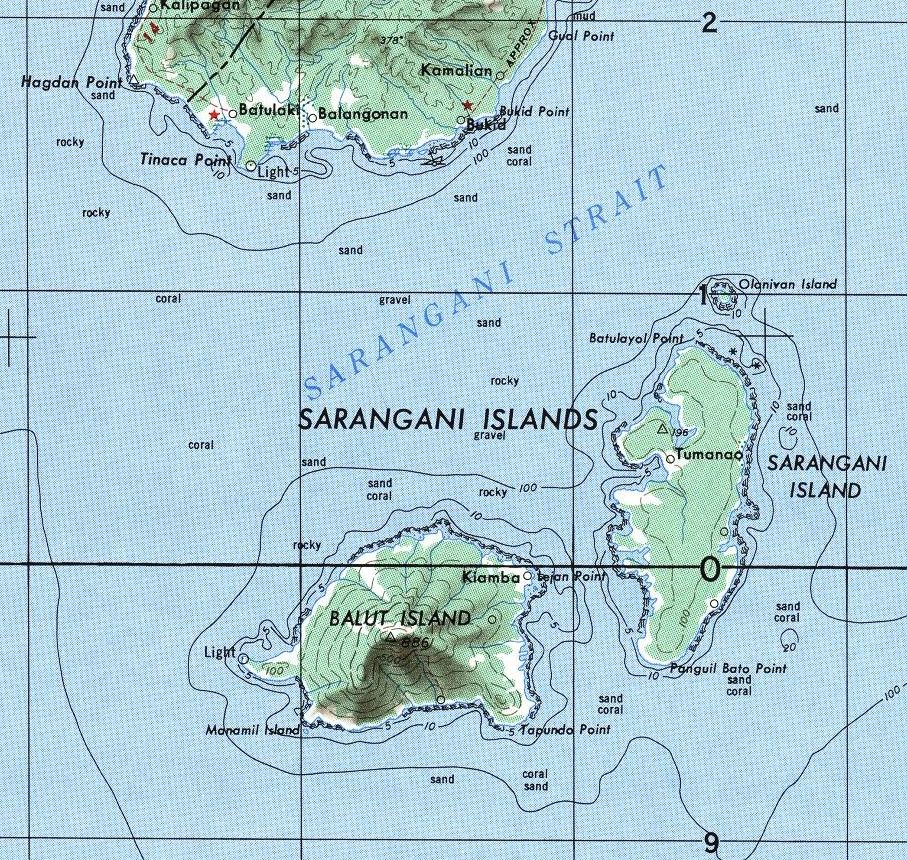
Cartes des îles Sarangani.